# 彭州南站
彭州南站，位于中华人民共和国四川省成都市彭州市，是成都市域铁路成灌线彭州支线上的火车站，于2014年4月30日启用，2019年2月20日开办客运业务，由成都铁路局管辖。

## 車站周邊
- 农村商业银行彭州家纺城分理处
- 中国电信华茂营业厅
- 彭州市人民医院
- 彭州市妇幼保健院
- 彭州市环境保护局